# Шалимар (фильм)
«Шалимар» (англ. Shalimar) — индийский художественный фильм 1978 года. В США выходил под названиями «Похитители „Шалимара“» (англ. Raiders of Shalimar) и «Налётчики и священный камень» (англ. Raiders of the Sacred Stone, на DVD).
Слоган — англ. «A Game of Life and Death».

## Сюжет
Сэр Джон Локсли, ушедший на покой похититель драгоценностей, живёт на принадлежащем ему крошечном острове Святого Димаса в Индийском океане. Во дворце вместе с ним проживает только его секретарша Шейла. Основой богатства сэра Джона является рубин «Шалимар», один из самых больших и дорогих в мире. Он весит 1214 каратов и оценивается в 135 миллионов долларов. У Локсли нет семьи, и, заболев раком, он решает выбрать самого достойного наследника на свой легендарный камень. Для этого бывший вор устраивает состязание между пятью лучшими в мире профессиональными похитителями драгоценностей. Победитель и станет наследником сэра Джона.
Одно из приглашений для участия в конкурсе было предназначено Раджу Бахадуру Сингху. Но тот попал в больницу, а предназначавшееся ему приглашение попало в руки простого воришки С. С. Кумара. Скрывающийся от полиции вор решает воспользоваться подвернувшимся случаем и укрыться от сыщиков на частном острове. Прибыв в гости к сэру Джону под видом сына Сингха, Кумар ошеломлён, узнав, что другие гости, K.П.В. Айенгар, д-р Бухари, полковник Колумб и графиня Расмуссен, опытные преступники. Молодого вора быстро разоблачают, но Локсли позволяет ему остаться на острове и принять участие в состязании.
Рубин «Шалимар» достойная награда для любого самого лучшего вора. Но украсть его нелегко. Камень находится во дворце, под сигнализацией и охраняется вооружёнными людьми 24 часа в сутки. Похитить драгоценность не просто трудно, но и смертельно опасно. Выступая против таких ветеранов у Кумара мало шансов, но и отказаться он не может.

## В ролях
- Дхармендра — С. С. Кумар
- Рекс Харрисон — сэр Джон Локсли
- Зинат Аман — Шейла Эндерс
- Сильвия Майлз — графиня Расмуссен
- Джон Сэксон — полковник Колумб
- Шамми Капур — доктор Бухари
- Шрирам Лагу — Толарам
- Аруна Ирани — учитель танцев
- Прем Натх — Раджа Бахадур Сингх
- О. П. Ралхан — К. П. В. Айенгар
- Клайд Чай-Фа — Догро
- М. Б. Шетти — вождь племени
- Пансок Ладакхи
- Анита — племенная танцовщица
- Джая Малини — племенная танцовщица

## Производство
Оригинальный сценарий Кришны Шаха назывался «Йоханнесбургская головоломка» и его действие происходило на Ямайке. Для своего индийского дебюта режиссёр перенёс историю на вымышленный остров Святого Дисмаса. В первоначальный актёрский состав фильма вошли Марлон Брандо, Род Стайгер, Питер Устинов и даже Тосиро Мифунэ. Джина Лоллобриджида была приглашена сыграть женского персонажа, но после предварительной пресс-конференции в Индии из-за разногласий между ней и Зинат Аман Лоллобриджида вышла из фильма, и её заменила Сильвия Майлз.
Амитабх Баччан, первоначально выбранный на главную роль, также вскоре покинул проект. В качестве сэра Джона рассматривали таких актёров как Дэвид Нивен, Питер О'Тул, Питер Устинов и Джеймс Мейсон, но итоге Рекс Харрисон получил эту роль. Фильм был снят отдельно на английском и хинди — каждая сцена была сделана сначала на английском, а затем на хинди — всё за три месяца.

## Саундтрек
| №  | Название                          | Исполнители    | Длительность |
| -- | --------------------------------- | -------------- | ------------ |
| 1. | «Naag Devta»                      | Мохаммед Рафи  |              |
| 2. | «Aaina Wohi Rehta Hai»            | Лата Мангешкар |              |
| 3. | «Hum Bewafaa Hargiz Na They (I)»  | Кишор Кумар    |              |
| 4. | «Mera Pyaar Shalimar»             | Аша Бхосле     |              |
| 5. | «Hum Bewafaa Hargiz Na They (II)» | Кишор Кумар    |              |
| 6. | «One Two Cha Cha»                 | Уша Утхуп      |              |

Саундтрек вошёл в книгу «1001 Albums You Must Hear Before You Die».